# Petar Tomašević
Petar Tomašević (Kotor, 2 de janeiro de 1989) é um jogador de polo aquático francês, nascido em Montenegro.

## Carreira
Tomašević integrou a Seleção Francesa de Polo Aquático que ficou em décimo primeiro lugar nos Jogos Olímpicos de 2016.